# La ciudad antigua
La ciudad antigua: estudio sobre el culto, el derecho y las instituciones de Grecia y Roma (en francés: La cité antique: étude sur le culte, le droit, les institutions de la Grèce et de Rome), publicado en 1864, es el libro más famoso del historiador francés Fustel de Coulanges. Fue redactado a partir de la cátedra de Historia del autor en la Universidad de Estrasburgo, entre 1862 y 1863. Tras su publicación, el libro se convirtió en un éxito de ventas, siendo distribuido desde antes de 1870 como premio de excelencia escolar en los lycées de Francia.
Fustel, en La ciudad antigua, analiza un tema que le interesa ampliamente: las relaciones entre la propiedad y las instituciones político-religiosas. Según él, los antiguos no conocían ni la libertad de la intimidad, ni la libertad de educación, ni la libertad religiosa. El ser humano cuenta bien poco ante la autoridad sagrada y casi divina que llamamos "patria" o "Estado".

## Desarrollo
Siguiendo el método cartesiano, y sobre la base de textos de antiguos historiadores y poetas, el autor investiga los orígenes de las instituciones de las sociedades griegas y romanas más remotas. En el prefacio del libro, se advierte del error que constituye examinar los hábitos de las personas con los parámetros actuales, siendo necesario desprenderse de los prejuicios sobre estas personas y estudiarlos a la luz de los hechos.
El fundamento de las instituciones de los pueblos griego y romano para el historiador está en la religión y el culto. Cada familia tenía sus creencias, sus dioses y su culto. Las normas de propiedad, herencia, etc., se regían por ese culto. Con el tiempo, la necesidad llevó a los hombres a relacionarse más constantemente, y las normas que regían a la familia se trasladaron a unidades cada vez más extensas, hasta llegar a la ciudad. Por lo tanto, el origen de la ciudad es también religioso, como la práctica de la depuración, periódica ceremonia donde todos los ciudadanos se reúnen para la purificación, y los banquetes públicos en honor a los dioses municipales. Pero las leyes eran privilegio de la aristocracia, lo cual generó un gran descontento en la plebe y provocó la primera revolución, que cambió el fundamento de la sociedad de la religión para el bien común. La ciudad fue transformándose durante algún tiempo, hasta su extinción con la llegada del cristianismo.